# Kejsardömet Österrike
Kejsardömet Österrike (tyska: Kaisertum Österreich; enligt dåtida skrivsätt Kaiserthum Oesterreich) var en stat i Centraleuropa med Wien som huvudstad. Den omfattade hela dagens Österrike, Ungern, Tjeckien, Slovakien, Kroatien och Slovenien. Dessutom omfattade staten delar av dagens  Italien, Rumänien, Serbien, Polen, Moldavien och Ukraina.
Kejsarriket grundades 11 augusti 1804 som enhetlig arvmonarki då ärkehertig Frans av Österrike antog titeln kejsare av Österrike som svar på att Napoleon Bonaparte utropade sig till fransmännens kejsare. Statsbildningen ombildades den 8 juni 1867, i och med det österrikisk-ungerska förlikningsavtalet, till realunionen Österrike-Ungern.

## Historia

### Kejsardömets grundande och slutet på Tysk-romerska riket
Frans antog en kejserlig titel för att också i framtiden kunna ha samma rang som Napoleon I, som dessförinnan krönt sig till fransmännens kejsare. ”Dubbelkejsaren” Frans I härskade över en multietnisk stat i Central- och Sydösteuropa, som omfattade Österrike, Ungern, Tjeckien (Böhmen och Mähren), Slovakien, stora delar av Polen och Ukraina i norr, och utbredde sig åt öst och sydöst över stora delar av Italien, Slovenien och Kroatien till de nuvarande Rumänien och Serbien, och omfattade sålunda ett område på 698 700 kvadratkilometer med mer än 21 miljoner invånare. Vidare stod fram till tredje koalitionskriget (1805) en stor armé om 423 270 soldater försvarsberedda. Två år efter att dubbelkejsardömet utropats förklarade han den 6 augusti 1806 det Heliga romerska riket av tysk nation för upplöst och nedlade dess krona, till följd av faran att Napoleon skulle ta över genom det i juli grundade Rhenförbundet.

### Från Napoleon till Wienkongressen

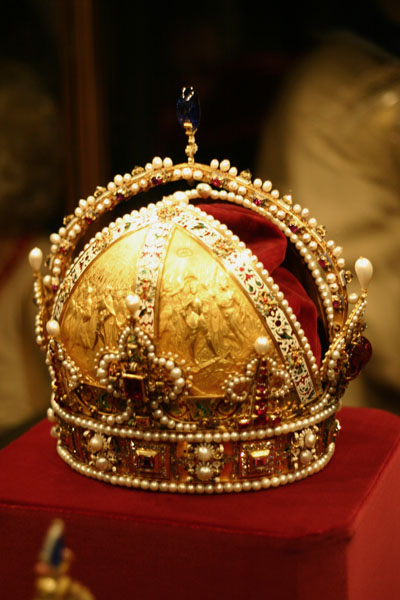
Rudolfskronan, Österrikes kejsarkrona.

Förloppen i de följande krigen mot Napoleon var omväxlande. Genom freden i Pressburg av 1805 förlorade Habsburgriket grevskapet Tyrolen, Främre Österrike samt Freiburg im Breisgau , Günzburg, Rottenburg am Neckar och Horb am Neckar, det italienska område, omkring Venetien, som förvärvats 1797. Ännu värre blev det 1809 vid freden i Schönbrunn, då Österrike var tvingades lämna ifrån sig Salzburg och området vid Adriatiska havet (varur fransmännen bildade de Illyriska provinserna) och blev en inlandsstat. Trots det kunde kejsar Frans gifta bort sin dotter Marie Louise till Napoleon. Sonen Napoleon II som föddes i äktenskapet levde under större delen av sitt (korta) liv i Wien med titeln  hertigen av Reichstadt.
Först i och med Wienkongressen 1814 och 1815 blev det slut på krigen mot Napoleon vilka hade ansträngt landets ekonomi svårt. Den 20 februari 1811 förklarade kejsaren statsbankrutt, något som han under de föregående åren hade skjutit upp flera gånger. Sedelcirkulationen hade vid nyår vuxit till över en miljard gulden vilket var tio gånger penningmängden år 1800. Bancosedlarna som fanns i omlopp ersattes den 31 januari 1812 genom nya inlösningsbevis med 20 procent av det gamla nominalvärdet varefter bancosedlarna blev värdelösa.
Efter Wienkongressen var den territoriella utbredningen i stort sett återställd till vad den varit före krigen. Man avstod från de avlägsna Österrikiska Nederländerna och Främre Österrike, för att varaktigt tillskansa sig Salzburg och Innviertel (i nuvarande Oberösterreich). Ända fram till slutet av kongressen fanns det en plan, att låta Bayern behålla de båda områdena och istället skapa ett nytt Främre Österrike vid Rhen, som skulle ha omfattat de nuvarande tyska områdena Rheinhessen, Pfalz och Saarland. Planen övergavs till förmån för statens enhetlighet. I Italien kom området fram till Po under omedelbar kontroll. Ur hertigdömet Milanos och Republiken Venedigs områden skapades Kungariket Lombardiet-Venetien, som blev en ständig oroshärd. I hertigdömena Parma och Modena och i Toskana regerade habsburgska sekundogeniturer.

### Vormärz och revolution
Den följande perioden fram till 1848 präglades av furst Metternichs regering, som försökte bevara den gamla feodala ordningen, särskilt när ropen efter medborgerliga friheter blev starkare. Inom konst och litteratur var detta biedermeier- och vormärzepoken.
År 1848 inträffade det i det habsburgska riket, liksom på andra håll i Europa, en revolution, som nästan oskiljbart förknippades med politiska och nationella problem. Centra var vid sidan av Wien och Prag Milano och framförallt Ungern. I Italien lyckades fältmarskalk Radetzky undertrycka upproren och slå tillbaka mot en piemontesisk armé. Desto farligare för kejsardömet var revolutionen i Ungern, där riksdagen redan i oktober avsatt habsburgarna och Lajos Kossuth agerade de facto-president. Till slut kunde habsburgarna hålla sig kvar bara tack vare massivt ryskt militärunderstöd och kroaternas insats under Banus Jellačić, som skydde Ungerns förtryck av Kroatien mer än habsburgarnas herravälde. Kampen mellan nationaliteterna, som redan hade splittrat riket, räddade på sätt och vis habsburgarna. I Wien slogs också revolutionen ner av Jellačić och Windischgrätz 1849.
1848 års författning, som utarbetats av Franz von Pillersdorf, trädde aldrig i kraft. Den nye kejsaren Frans Josef tvingade igenom en ny författning för kejsardömet, som emellertid åter sattes ur spel 1851. Under den reaktionära eran fram till 1859 regerade kejsaren allena (nyenvälde).

### Solferino och Magenta
Under 1859 efter slaget vid Solferino och Magenta gick Lombardiet förlorat. Napoleon III stödde den italienska nationalrörelsen och den oerfarne unge kejsaren lät sig dras in i ett krig emot Frankrike, där han också själv förde befälet. Milano och sekundogenituren förlorades till Sardinien-Piemonte, bara Venetien kvarblev i kejsardömet ytterligare ett par år. Slaget vid Solferino och Magenta, där tiotusentals soldater på en dag förblödde på slagfältet, var bakgrunden till bildandet av Röda Korset och Genèvekonventionen (1864), till vilken Österrike anslöt sig 1866.
Nederlaget, som allvarligt skadade kejsarens prestige, gjorde det omöjligt att upprätthålla enväldet. Det kom två författningsförslag (1860 och 1861, båda utfärdade genom kejsarens försorg). Redan dessa båda författningsförslag visar en stark fluktuation mellan centralism och federalism, där det förra föredrogs av liberalerna och det sistnämnda av de konservativa. Båda skulle visa sig vara ogenomförbara. 1860 års förslag om att det nationella parlamentet skulle väljas av de regionala parlamenten hade de liberala borgarna emot sig, och den liberale ministerpresidenten Anton von Schmerlings försök med en direktvald allmän riksdag misslyckades till slut genom Ungerns bojkott.

### Den "tyska frågan"
I mitten av 1860-talet överskuggades de här författningsexperimenten av den tyska frågan. Tronföljdskonflikten i Schleswig-Holstein hade fått den österrikisk-preussiska konflikten i Tyska förbundet att eskalera. Det av Otto von Bismarck ledda Preussen gick in i striden med motivet att arbeta för den ”lilltyska lösningen”. I det avgörande slaget vid Königgrätz i Böhmen 1866 besegrades Österrike, några av dess bundsförvanter annekterades (Kungariket Hannover, Kurhessen, Nassau, Fristaden Frankfurt) eller blev preussiska lydstater, såsom Kungariket Sachsen. Venetien gick förlorad trots Österrikes seger i Italien (framförallt över den italienska flottan i sjöslaget vid Lissa under Wilhelm von Tegetthoffs ledning), då bundsförvanterna Preussen och Italien redan kommit överens om saken i förväg.

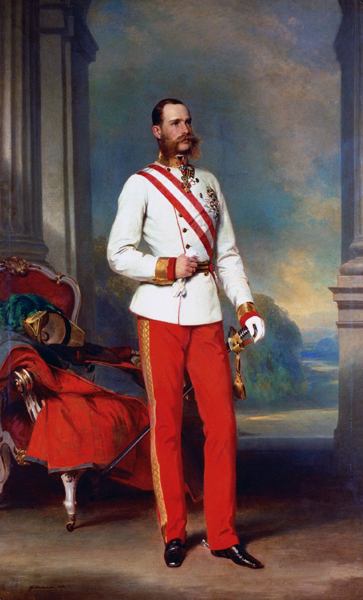
Frans Josef I, kejsare av Österrike 1848-1916.

### Omvandlingen av den österrikisk-ungerska monarkin (1867–1918)
Även internt måste riket ställas på en ny grund då kejsarens prestige var i botten. Den mest gångbara vägen syntes för Frans Josef vara att förena sig de moderata ungerska liberalerna under Gyula Andrássy och Ferenc Deák och erbjuda en särskild status till Kungariket Ungern. 1867 omvandlades Kejsardömet Österrike genom Ausgleich, som medgav den ungerska landsdelen (Transleithanien) en likvärdig status, till dubbelmonarkin Österrike-Ungern. Samtidigt fick den österrikiskt kontrollerade delen i och med 1867 års regeringsform en grundlag som gällde fram till 1918 – som delvis övertagits av den nuvarande österrikiska förbundsförfattningen.
Benämningen Kejsardömet Österrike, vars kejsarvärdighet inte längre avsåg den österrikisk-ungerska samstatens ungerska del, användes inte framgent. Officiellt kallades dessa landsdelar för de i riksrådet företrädda kungariken och länderna, inofficiellt för Cisleithanien. Namnet ”Österrike” föreslogs fortfarande som en möjlig beteckning för en gemensam stat men det avvisades bestämt av ungrarna. Först 1915 blev ”Österrike” åter officiellt namn för den västliga rikshalvan.

## Administrativ indelning
Kejsardömet Österrikes administrativa indelning, i stort sett som den var efter Wienkongressen 1815 – vid grundandet 1804 organiserades det något annorlunda:
| under Habsburg | under Habsburg |
| --- | --- |
| - Ärkehertigdömet Österrike 1861 uppdelat i - Kronlandet Ärkehertigdömet Österrike nedan Enns - Kronlandet Ärkehertigdömet Österrike ovan Enns - Hertigdömet Salzburg från 1805, 1809–1815 fr./bayer., 1815–1850 Salzachkreis i Oberösterreich, därefter kronland - Hertigdömet Steiermark - Furstliga grevskapet Tyrol med landet Vorarlberg, 1805–1815 bayer., 1861 uppdelat i: - Kronlandet Furstliga grevskapet Tyrolen - Kronlandet Vorarlberg                                        | - Kungariket Böhmen - Markgrevskapet Mähren - Hertigdömet Schlesien - Kungariket Galizien och Lodomerien - Kronlandet Hertigdömet Bukovina, avknoppat 1850 - Storfurstendömet Siebenbürgen, 1867 därefter underordnad den ungarska kronan |
| | Ungern med omgivande länder |
| - Kungariket Illyrien 1814 bildad av Kärnten, Krain och Österrikiska kustlandet 1850 åter uppdelat i: - Kronlandet Hertigdömet Kärnten - Kronlandet Hertigdömet Krain - Kronlandet Furstliga grevskapet Görz och Gradisca - Kronlandet Trieste - Kronlandet Markgrevskapet Istrien - Lombardisk-venetianska kungariket från 1815, 1851 uppdelat i: - Kronlandet Lombardiet, förlorat 1859 till Frankrike/Sicilien - Kronlandet Venetien, förlorat 1866 till Italien - Kungariket Dalmatien | - Kungariket Ungern - Kungariket Kroatien - Kungariket Slavonien 1868 förenades bägge till Kungariket Kroatien och Slavonien |

## Försvarsväsende

### 1792
År 1792 hade kejsardömet en militär styrka på 430,000 soldater fördelade på 57 regementen, 17 grenzer regementen som bestod av bonde soldater från den sydöstra delen av riket, 32 regementen av kavalleri och 3 regementen av artilleri.

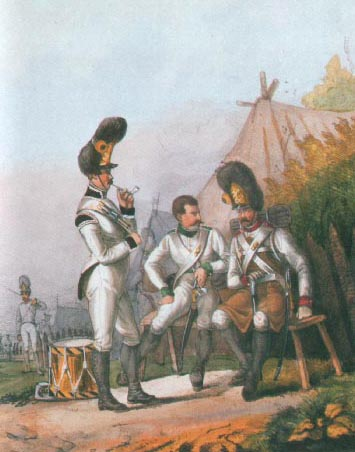
Österrikiska grenadjärer från ett tyskt infanteriregemente 1835

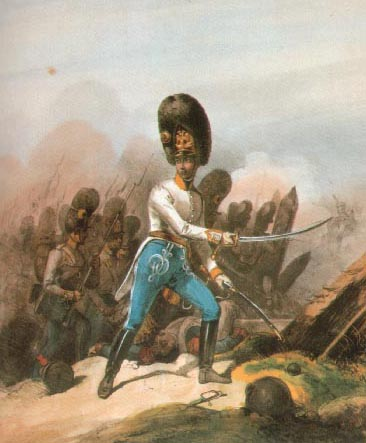
Österrikisk grenadjärofficer från ett ungerskt infanteriregemente 1835

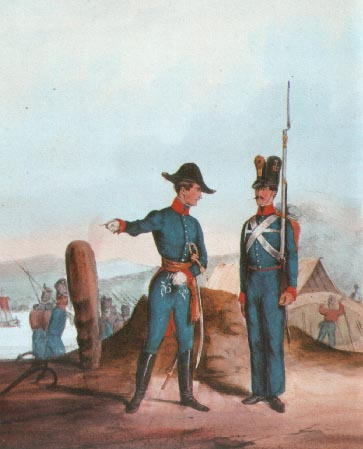
Österrikiska tschaikister 1835

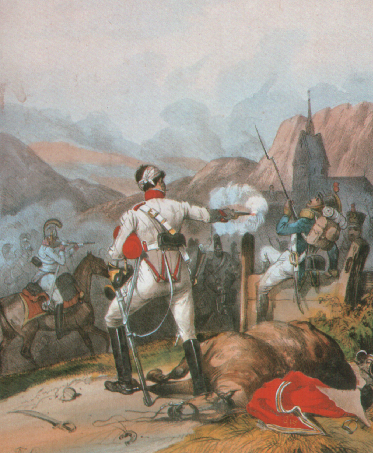
Österrikiska 6. Chevaulegers-regementet 1835

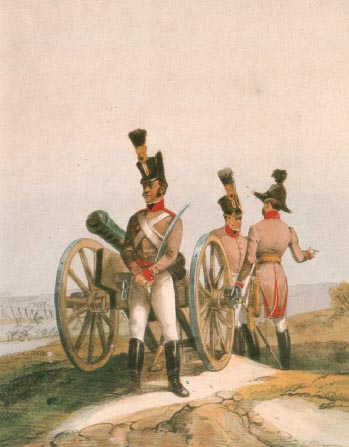
Österrikiska fältartillerister 1835

### K.K. Österrikiska armén 1812
Den österrikiska armén bestod 1812 av följande förband.
| - 38 tyska infanteriregementen - 15 ungerska infanteriregementen - 9 jägarbataljoner - 8 kyrassiärregementen - 6 dragonregementen - 6 chevaux-legersregementen - 12 husarregementen - 3 ulanregementen - 4 fältartilleriregementen - 1 bombardörkår - 1 artillerifälttygstat - 1 artillerihantlangarkår - 1 minörkår - 1 sappörkår - 1 pionjärbataljon - 1 pontonjärbataljon - Lantvärn i de konskriptionspliktiga österrikiska arvländerna = 50,000 man 1811. | - Gränsregementen - 2 kroatiska - 3 slavonska - 2 banatiska - 1 vallakiskt-illyriskt - 4 siebenbürgska - Tschaikist-bataljon (Donau) - Szekler-husarregementet - 4 garnisonsbataljoner (ett ungerskt kompani i varje bataljon) - Gränskordongavdelningar (i de konskriptionspliktiga arvländerna) - Garnisonsartilleridistrikt - Militärtrosskår (träng) - Remontdepåer, hingstdepåer och militärstuterier - Beklädnadsekonomikommission (uniforms- och sängklädesmagasin) - Militärproviantstat (förplägnadsmagasin) - Militärmedikamentsstat (militärapoteksdirektion, medikamentsdepå, garnisonsapotek) - Fältkrigskommisariat | (där K.K. står för kaiserlich-königlich och K.U. för königlich ungarisch) - K.K. Arcierlivgardet - K.U. Adelsgardet - K.K. Drabantgardet - K.K. Hofburggardet - K.U. Krongardet |

### K.K. Österrikiska armén 1829-1834
| Truppslag                           | Förband                     | Fredsstyrka 1829 | Krigsstyrka 1834 |
| ----------------------------------- | --------------------------- | ---------------- | ---------------- |
| Ungerskt infanteri                  | 15 regementen               | 28 000           | 60 000           |
| Tyskt och italienskt infanteri      | 45 regementen               | 75 000           | 170 000          |
| Lantvärn                            | 35 bataljoner               | 500 (kader)      | 38 000           |
| Grenadjärer                         | 20 bataljoner               | 14 000           | 25 000           |
| Jägare                              | 1 regemente + 16 bataljoner | 7 000            | 21 000           |
| Gränsinfanteri                      | 17 regementen               | ..               | 45 000           |
| Tschaikister (flodflottilj)         | 1 bataljon                  | 600              | 600              |
| Garnisonsinfanteri                  | 6 bataljoner                | 1 800            | 1 800            |
| Summa infanteri                     |                             | 127 000          | 360 000          |
|                                     |                             |                  |                  |
| Kyrassiärer                         | 8 regementen                | 6 000            | 7 000            |
| Dragoner                            | 6 regementen                | 4 000            | 5 000            |
| Chevauxlegers                       | 7 regementen                | 8 000            | 10 000           |
| Husarer                             | 12 regementen               | 15 000           | 16 000           |
| Ulaner                              | 4 regementen                | 5 000            | 5 000            |
| Summa kavalleri                     |                             | 38 000           | 44 000           |
|                                     |                             |                  |                  |
| Bombardörkåren                      |                             | 800              | 2 000            |
| Raketkåren                          |                             | 500              | 700              |
| Fältartilleriet                     | 5 regementen                | 12 000           | 23 000           |
| Garnisonsartilleri                  |                             | 4 000            | 4 000            |
| Fälttygstaten (hantverkare)         |                             | 400              | 500              |
| Summa artilleri                     |                             | 17 000           | 30 000           |
|                                     |                             |                  |                  |
| Generalkvartermästarstaben          |                             | 56               | 112              |
| Pionjärer                           |                             | 600              | 1 700            |
| Ingenjörkåren                       |                             | 150              | 150              |
| Minörkåren                          |                             | 500              | 500              |
| Sappörkåren                         |                             | 500              | 500              |
| Pontonjärkåren                      |                             | 700              | 700              |
| Gendarmeriet                        | 1 regemente                 | 600              | 600              |
|                                     |                             |                  |                  |
| Totalsumma                          |                             | 185 000          | 438 000          |
|                                     |                             |                  |                  |
| Infanteridepåer                     | 116 kompanier               | -                | 14 000           |
| Jägardepåer                         | 26 kompanier                | -                | 6 000            |
| Tunga kavalleridepåer               | 14 skvadroner               | -                | 2 000            |
| Lätt kavallerireserv                | 23 skvadroner               | -                | 5 000            |
| Immobilt lantvärn                   | 35 bataljoner               | -                | 17 000           |
| Summa reservförband                 |                             | -                | 43 000           |
|                                     |                             |                  |                  |
| Adelsinfanteri                      | ..                          | -                | 23 000           |
| Adelskavalleri                      | 16 regementen               | -                | 11 000           |
| Summa ungerska insurrektionstrupper |                             | -                | 34 000           |
|                                     |                             |                  |                  |
| SUMMA SUMMARUM                      |                             | 185 000          | 515 000          |

Källa: 
Tschaikistbataljonen var ett vid militärgränsen insatt flodflottiljförband utrustade med roddkanonbåtar, tschaiker.
De ungerska insurrektionstrupperna var till 1848 ett adelsuppbåd till skydd för gräns och konung.